# A Good Woman (film, 2019)
Pour plus de détails, voir Fiche technique et Distribution.
A Good Woman (A Good Woman Is Hard to Find) est un film belgo-britannique réalisé par Abner Pastoll, sorti en 2019.

## Synopsis
Sarah Collins vit seule avec ses deux enfants depuis le meurtre de son mari. Elle cherche à relancer l'enquête de police pour retrouver l’assassin tout en essayant d'avoir une vie normale. Lorsqu'un jour, Tito, un dealer recherché par la pègre locale, fait irruption chez elle pour se mettre à l’abri et cacher sa drogue, elle essayera par tous les moyens de protéger ses enfants.

## Fiche technique
- Titre : A Good Woman
- Titre original : A Good Woman Is Hard to Find
- Réalisation : Abner Pastoll
- Scénario : Ronan Blaney
- Musique : Matthew Pusti
- Pays :  Royaume-Uni,  Belgique
- Genre : Drame, horreur et thriller
- Durée : 97 minutes
- Sortie : 
  - Royaume-Uni : 26 août 2019 (FrightFest) ; 25 octobre 2019 (sortie nationale) ; 28 octobre 2019 (VOD)
  - France : 19 août 2020 (VOD) ; 4 novembre 2020 (DVD)
- Classification 
  - Royaume-Uni : Interdit aux moins de 18 ans
  - France : Interdit aux moins de 16 ans lors de sa sortie en vidéo à la demande et à la télévision

## Accueil
Sur Rotten Tomatoes, le film obtient le score de 92 %.